# Rafał Stankiewicz (menedżer)
Rafał Stankiewicz (ur. 1969) – polski prawnik i menedżer.

## Życiorys
Jest absolwentem Wydziału Prawa i Administracji Uniwersytetu Szczecińskiego oraz IESE Business School (2008–2009). 
Od 1996 roku był związany z PZU SA. Początkowo pracował w Oddziale Okręgowym PZU w Szczecinie. Przeszedł szczeble kariery od stanowiska inspektora do dyrektora ds. Nowej Organizacji Likwidacji Szkód w Biurze Likwidacji Szkód w PZU SA. Od grudnia 2007 roku pełnił funkcję członka Zarządu PZU.  W styczniu 2011 objął stanowisko wiceprezesa zarządu w TUiR Warta S.A. i członka zarządu TUnŻ Warta S.A..

## Odznaczenia
- 2022 – Złoty Krzyż Zasługi za zasługi w działalności na rzecz rozwoju rynku ubezpieczeniowego w Polsce[3].